# Josef Jahrmann

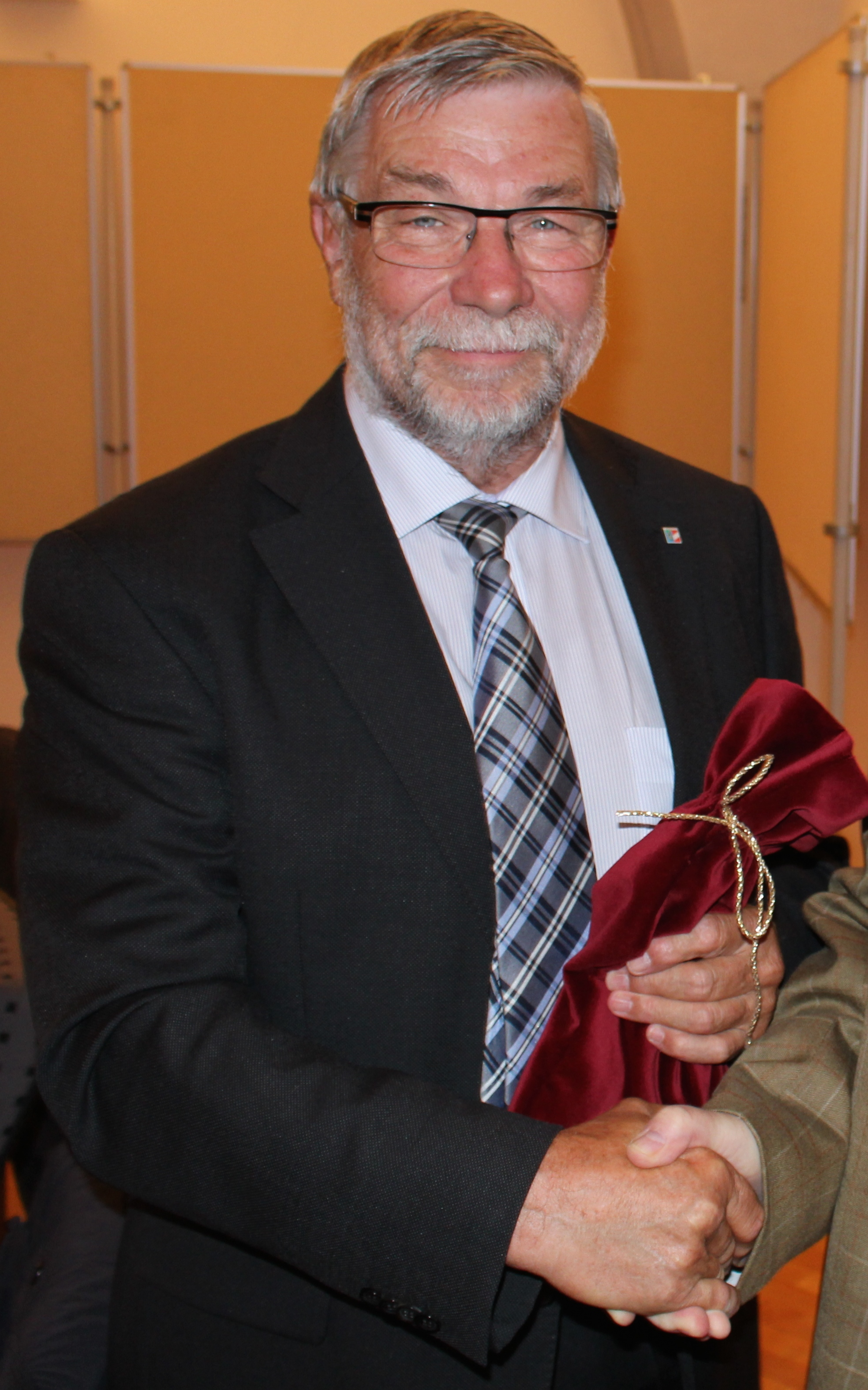
Josef Jahrmann (2014)

Josef Jahrmann (* 26. September 1947 in Spitz) ist ein österreichischer Politiker (SPÖ). Er war von 1986 bis 2017 Bürgermeister von Loosdorf und von 1997 bis 2013 Abgeordneter zum Niederösterreichischen Landtag.

## Leben
Jahrmann besuchte die Volksschule in Spitz, das Bundesrealgymnasium Krems und die dortige Lehrerbildungsanstalt. Ab 1967 war er als Lehrer tätig, 1987 wurde er Bezirksschulinspektor des Bezirkes Melk. Seine politische Laufbahn begann er 1980 als Gemeinderat in Loosdorf, wo er 1983 Vizebürgermeister und 1986 schließlich Bürgermeister wurde.
Am 27. November 1997 (XIV. Gesetzgebungsperiode) ersetzte Jahrmann Helmut Wöginger als Abgeordneter zum Landtag von Niederösterreich. Bei der Landtagswahl 2013 verzichtete er auf eine erneute Kandidatur, sein Mandat übernahm Günther Sidl. 

## Auszeichnungen
- 2008: Großes Silbernes Ehrenzeichen für Verdienste um die Republik Österreich[1]
- 2014: Silbernes Komturkreuz des Ehrenzeichens für Verdienste um das Bundesland Niederösterreich[2]